# 竹田誠
竹田 誠（たけだ まこと、Makoto TAKEDA）は、日本の医師、医学者。学位は、医学博士（東京大学・2000年）。東京大学大学院医学系研究科教授、東京大学新世代感染症センター 主任研究員。日本におけるコロナウイルス研究の第一人者のひとり。専門は呼吸器系ウイルス学（麻疹、MERS等）、微生物学。
実父は、東京大学医科学研究所教授、国立感染症研究所所長などを歴任した竹田美文。

## 略歴
- 1986年 - 大阪府立北野高等学校・卒業
- 1992年 - 信州大学医学部・卒業
  - 同年、信州大学医学部附属病院小児科・研修医
- 1993年 - 市立岡谷病院（現 岡谷市民病院）小児科・常勤医師
- 1995年 ~ 1996年3月 - 東京大学大学院医学系研究科・特別研究生
- 1995年 ~ 1997年3月 - 信州大学大学院医学研究科（中途退学）
- 1995年 ~ 1998年3月 - 東京大学医科学研究所・研究生
- 1998年 - 厚生労働省 国立感染症研究所 エイズ研究センター・研究員
- 2000年 - ノースウェスタン大学 生化学・分子生物学・細胞生物学教室・研究員
  - 同年、ハワード・ヒューズ医学研究所・博士研究員
- 2003年 - 九州大学大学院医学研究院 ウイルス学・助手
- 2004年 - 九州大学大学院医学研究院 ウイルス学・講師
- 2006年 - 九州大学大学院医学研究院 ウイルス学・助教
- 2007年 - 九州大学大学院医学研究院 ウイルス学・准教授
- 2009年 - 厚生労働省 国立感染症研究所 ウイルス第三部・部長[5]
- 2022年9月 - 現在 東京大学大学院医学系研究科 病因・病理学専攻 微生物学講座 微生物学・教授
- 2022年10月 - 現在 東京大学国際高等研究所 新世代感染症センター・主任研究員（兼任）

## 所属学会
- 日本ウイルス学会 常務理事
- 日本感染症学会
- 日本小児科学会
- 日本分子生物学会
- 日本臨床ウイルス学会
- 日本ワクチン学会
- 日本小児感染症学会

など

## 著書
- サンドラ・ヘンペル『ビジュアル　パンデミック・マップ―伝染病の起源・拡大・根絶の歴史』日経ナショナルジオグラフィック社、2020年2月。ISBN 978-4863134553。 竹田美文と日本語版共同監修

など